# Sonata para piano n.º 31 (Beethoven)

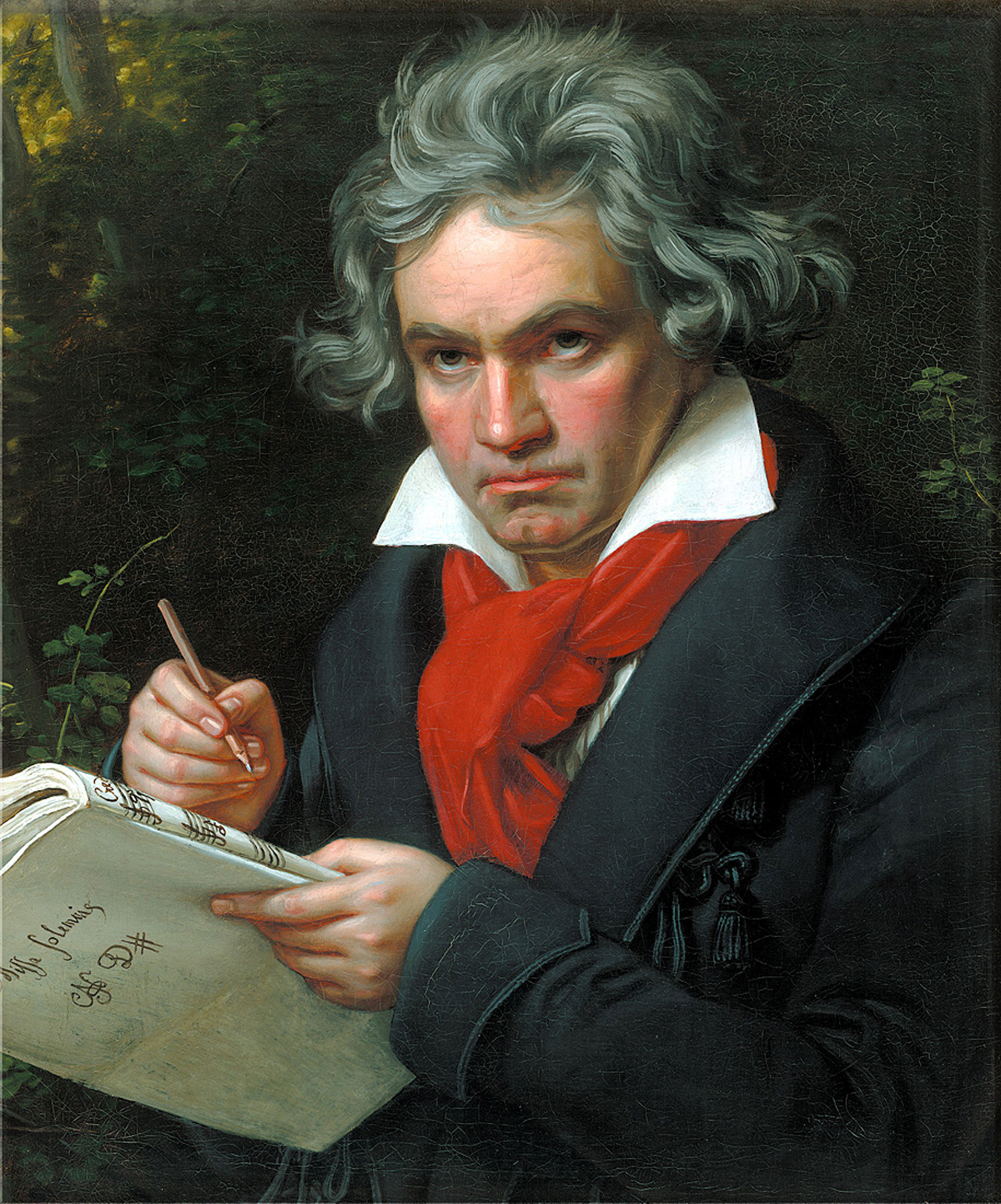
Beethoven en 1820.

La sonata para piano n.º 31 en la bemol mayor, Op. 110 fue compuesta por Ludwig van Beethoven en 1821. Se trata de la segunda del grupo de las tres últimas sonatas para piano escritas por el compositor.

## Historia

### Composición
En el verano de 1819 Adolf Martin Schlesinger, de la editorial musical Schlesinger de Berlín, envió a su hijo Maurice a conocer a Beethoven para entablar relaciones comerciales con el compositor. Se conocieron en otoño de ese año en Mödling donde Maurice dejó una impresión favorable en Ludwig. Tras algunas negociaciones por carta y a pesar de los reparos de la editorial a que el compositor conservara los derechos de publicación en Inglaterra y Escocia, Schlesinger padre acordó la compra de 25 canciones por 60 ducados y tres sonatas para piano por 90 ducados en abril de 1820. Si bien, el compositor en un principio pidió una suma de 120 ducados por las tres sonatas. En mayo de 1820 el maestro alemán accedió, las canciones (Op. 108) ya estaban finalizadas, y se comprometió a entregar las sonatas en un plazo de tres meses. Estas tres piezas son las que hoy se conocen como Op. 109, Op. 110 y Op. 111; y son las últimas sonatas para piano escritas por Beethoven. En aquella época la producción del maestro había disminuido considerablemente, quizá debido a su sordera y a las decepciones de su vida. Las únicas obras completas del periodo entre 1820 y 1823 son las tres últimas sonatas para piano, la Missa Solemnis y la Novena Sinfonía. Tras la Sonata Hammerklavier, el maestro alemán vuelve a una escala más reducida y a un carácter más íntimo.
La composición del Op. 110 se desarrolló durante el verano de 1822. Había comenzado a trabajar en la sonata Op. 109 en la primavera de 1820. A lo largo de todo el año comunicó en repetidas ocasiones a Schlesinger que estaba trabajando sin interrupción y que pronto le entregaría las piezas. No se ha establecido de forma concluyente si Beethoven terminó la sonata en otoño de 1820 o en 1821. En cartas al editor de 1820, ya hablaba de "Fertigstellung" (finalización); pero no está claro si se refería a conceptos, borradores o una copia que ya pudiera despacharse. Después se dedicó a las Bagatelas Op. 119 y a la Missa Solemnis, Op. 123 (que debería haber terminado en marzo de 1820), descuidando así las otras dos sonatas. En marzo de 1821 Beethoven volvió a prometer a Schlesinger una pronta entrega de las dos sonatas restantes y achacó el retraso a su mala salud. Pero ni siquiera había empezado a trabajar en ellas. Es cierto que hubo cuestiones de salud que le impidieron trabajar: sufrió ataques de reuma en el invierno de 1820 y una grave ictericia en el verano de 1821.
La correspondencia muestra que la Op. 110 aún no estaba lista a mediados de diciembre de 1821 pero la partitura autógrafa completa lleva la fecha de 25 de diciembre de 1821. Es de suponer que la sonata fue entregada poco después, ya que Beethoven recibió 30 ducados por esta sonata en enero de 1822. Según los bocetos, empezó a trabajar en la Op. 110 en el verano del mismo año y en otoño se centró en la Op. 111. Ambas sonatas se solapan en los cuadernos de bocetos.

### Publicación
La primera publicación del Op. 109 había sido llevada a cabo por Schlesinger en noviembre de 1821 en Berlín. La edición contenía muchos errores porque Beethoven había enviado a Schlesinger la partitura autógrafa que era difícil de leer, en lugar de una copia fiel, y una enfermedad le impidió realizar una corrección adecuada de las impresiones.
La primera edición del Op. 110 no planteó dificultades. La sonata fue terminada el 25 de diciembre de 1821, la envió a Berlín dos semanas más tarde y se publicó en julio de 1822. En la primavera de 1822 finalizó el Op. 111. En comparación con la anterior, esta última sonata tuvo un periodo de corrección e impresión bastante largo. El compositor insistió en recibir una serie de impresiones de prueba, que no envió de vuelta antes de febrero de 1823. La primera publicación del Op. 111 fue llevada a cabo por Maurice Schlesinger en abril de 1823 en París y por su padre en Berlín un mes más tarde. Pero esta edición contenía tantos errores que Beethoven ordenó airadamente al editor vienés Anton Diabelli que publicara una edición corregida.
La partitura se publicó sin dedicatoria, aunque existen evidencias de que Beethoven tenía la intención de dedicar las Op. 110 y Op. 111 a Antonie Brentano.
En febrero de 1823 Beethoven envió una carta al compositor Ferdinand Ries asentado en Londres, en la que le informaba de que le había enviado los manuscritos de las Op. 110 y 111 para que organizara su publicación en Gran Bretaña. Ludwig indicó que, aunque la Op. 110 ya estaba disponible en Londres, la edición contenía errores que serían corregidos en la nueva edición. Ries convenció a Muzio Clementi para que adquiriera los derechos para publicar ambas sonatas en Gran Bretaña y Clementi las publicó en Londres ese mismo año.

## Estructura y análisis
La sonata consta de tres movimientos:
- I. Moderato cantabile molto espressivo, en la bemol mayor 3
4
- II. Allegro molto, en fa menor 2
4
- III. Adagio ma non troppo – Allegro ma non troppo, en si bemol menor 4
4

La interpretación de esta obra dura aproximadamente 20 minutos. Las sonatas para piano de Beethoven fueron ganando en complejidad y profundidad a medida que avanzaba el ciclo de las 32 piezas. La última docena, más o menos, podría calificarse de obras maestras absolutas de la música para piano, y la última mitad de ese grupo se eleva a un nivel que con frecuencia suscita asombro y maravilla. Aunque a veces se vea eclipsada por la imponente Sonata Hammerklavier y la última, la Op. 111, esta sonata es tan impresionante como dichas célebres piezas. Esta insólita composición, temáticamente dispersa al principio, es una obra grandiosa y profunda cuyo final fugado se inscribe en el más elevado arte para teclado.

### I.Moderato cantabile molto espressivo
El primer movimiento, Moderato cantabile molto espressivo, está escrito en la tonalidad de la bemol mayor, en compás de 3/4 y sigue la forma sonata. Lleva además la indicación con amabilità. Se abre con una idea suave y lenta de marcado carácter espiritual, que suena hipnótica, tranquila, coral e íntima. Su entramado se compone de numerosos hilos pero en la superficie hay poca sustancia real, al menos desde la perspectiva del análisis musical. Pero esta apertura, que es hermosa pero en apariencia poco prometedora, contiene las semillas del rico material temático y armónico del movimiento. La segunda mitad del primer tema está tomada del segundo movimiento Largo de la Sinfonía n.º 88 de Joseph Haydn. El segundo tema es animado, pero en todos sus elementos parece estar en declive, expresando, tal vez el final de un viaje. El desarrollo aporta cierta tensión y altera sutilmente la calma, pero sin afectar esencialmente al clima general de tranquilidad. En la época en que Beethoven escribía esta sonata, estaba sufriendo los primeros ataques de la enfermedad que acabaría con su vida seis años más tarde. La atmósfera serena, más bien de despedida, del primer movimiento puede reflejar su sentido de la mortalidad, de una fatalidad inminente. 

### II.Allegro molto
El segundo movimiento, Allegro molto, está en fa menor, en compás de 2/4 y en forma ternaria con scherzo y trío. Mathews califica el movimiento de "terso" y Kinderman lo describe como con el temperamento "humorístico" de los scherzos del compositor. Es breve y en principio puede parecer jovial. Comienza con un talante alegre, pero ese clima se ve interrumpido cada cierto tiempo por un pesante ritardando, que acaba por apoderarse de la dirección y el carácter de la pieza. El ritmo es complicado, con muchas síncopas y ambigüedades. Tovey señala que tal ambigüedad es deliberada. Los intentos de presentar el movimiento como una gavota se ven truncados por la escasa duración de los compases que implica el doble de pulsos acentuados. De haberlo querido, Beethoven podría haber compuesto una gavota. El trío en re bemol mayor combina "saltos abruptos" y "descensos peligrosos". Termina con calma y desemboca en una reiteración modificada del scherzo con repeticiones, la primera de las cuales se omite para permitir un ritardando adicional. Tras unos acordes sincopados, la breve coda se detiene en fa mayor (tercera de Picardía) mediante un largo arpegio roto en el bajo. 

### III.Adagio ma non troppo - Allegro ma non troppo
El tercer y último movimiento, Adagio ma non troppo - Allegro ma non troppo, retoma la tonalidad inicial, el compás es 4/4. El Finale consta de un lento recitativo y arioso dolente, una fuga, un retorno del lamento arioso, y una segunda fuga que crece hasta alcanzar una conclusión afirmativa. Es sombrío, rozando lo fúnebre. Esta música grave y oscura puede reflejar las incertidumbres y decepciones más profundas del compositor. Su tema, casi bachiano por su contención y su naturaleza fugada, suena sereno quizás para expresar la aceptación del destino por parte del compositor. Este movimiento, de estructura magistral y novedosa, muestra una gran sutileza y belleza. La parte central es sosegada y lúgubre, con un ambiente que recuerda a la oscuridad del Adagio. De pronto, el piano despliega diez funestos acordes en un lento crescendo. El tema principal resurge y combate por un momento con la oscuridad reinante. Finalmente cobra fuerza y transforma el movimiento en una declaración triunfal, extática y radiante.